# □字ック
□字ック（ろじック）は、東京を拠点に活動する劇団である。主宰は山田佳奈。

## 概要
- 正団員は全員女性であり、男性俳優は客演として起用される。
- 劇団ホームページにて劇団独自のポッドキャスト『QPOD』を配信している。
- 例年、小劇場劇団発信としては異例の夏フェスイベント企画、『鬼FES』（ハイパーフェス）を開催している。『鬼FES.2012』ではダイノジ大地洋輔が出演。

## 略歴
- 2010年3月に『なんでもねぇが、突然バーンと落ちてきた ただ、そこに転がる日』（千歳船橋APOCシアター）で旗揚げ。
- 2012年7月『ハッピーネガティブ・ボーイフル』を神保町花月にて上演。脚本を山田が担当。演出は押見泰憲（犬の心）が担当し、池谷賢二（犬の心）、グランジ、シューレスジョー、井下好井が出演。

- 2020年3月末で日高ボブ美、大竹ココ、水野駿太朗、宮原真理、永井沙耶佳、山本和穂の6名が退団。
- 2020年4月より所属俳優を置かずに山田佳奈の1人体制で、山田のオリジナル舞台制作を行う場として新体制で展開する。

## メンバー
山田佳奈（主宰・脚本・演出・役者）
- 1985年4月6日生まれ
- 神奈川県相模原市出身

## 過去のメンバー
小野寺ずる（役者）
- 1989年5月17日生まれ
- 宮城県気仙沼市出身
- 女子美術大学卒業

日高ボブ美（役者）
- 1988年6月7日生まれ
- 東京都出身

宮原真理（制作）
- 1986年2月7日生まれ
- 埼玉県出身

## 劇団公演
本公演
- 旗揚げ公演　なんでもねぇが、突然バーンと落ちてきた ただ、そこに転がる日（2010年3月20日 - 22日）
- 第2回　死と再生とロックに（2010年11月20日 - 23日、渋谷ギャラリールデコ5F）
- 第3回　燦燦（2011年4月28日 - 5月1日、王子小劇場）
- 第4回　鳥取イヴサンローラン（2011年11月9日 - 13日）
- 第5回　鬼畜ビューティー（2012年6月6日 - 10日）
- 第6回　タイトル、拒絶（2013年2月9日 - 17日）
- 第7回　退カヌコビヌカエリミヌヌ（2013年11月2日 - 10日）
- 第8回　荒川、神キラーチューン（2014年5月14日 - 25日）
- 第九回 媚微る、（2014年12月10日 - 14日、小劇場B1）
- 第十回 鳥取イヴサンローラン（再演）（2015年9月26日 - 10月11日、シアター711）
- 第十一回 荒川、神キラーチューン（再演）（2016年6月29日 - 7月3日、東京芸術劇場シアターウエスト / 7月9日 - 10日、穂の国とよはし芸術劇場PLATアートスペース）
- 第十二回 滅びの国（2018年1月17日 - 21日、本多劇場）
- 第十三回 掬う（2019年11月9日 - 17日、シアタートラム / 11月22日 - 23日、穂の国とよはし芸術劇場PLATアートスペース / 11月29日 - 12月1日、HEP HALL）
- 第十四回 タイトル、拒絶（再演）（2021年2月、本多劇場）

番外公演
- 番外公演　死と再生とテクノに（2012年4月3日 - 8日）
- 番外公演　渇望（2013年7月12日　- 15日）
- 番外公演 姦〜よこしま〜（2014年9月13日 - 15日、スタジオ空洞）
- ライブハウス×演劇公演 Y FUTAMATA（2017年7月4日 - 7日、近松）
- 番外公演 Y FUTAMATA V0l.2（2018年5月9日 - 13日、小劇場B1）

鬼（ハイパー）FES.
- 鬼FES.2010（2010年7月17日 - 18日）
- 鬼FES.2011（2011年7月16日 - 18日、APOCシアター）
- 鬼FES.2012（2012年8月24日 - 26日）
- 鬼FES.2013（2013年9月14日 - 16日、シアター風姿花伝）
- 鬼（ハイパー）FES.2015（2015年7月18日 - 7月20日、シアター風姿花伝）

外部公演
- 外部公演　燦燦再演（2013年5月4日 - 6日）